# Helmut Scherf
Helmut Scherf (* 25. März 1926 in Lippelsdorf; † 14. Mai 2008 in Lichte) war ein deutscher Kunsthistoriker.

## Leben
Helmut Scherf stammte aus einer Familie von Porzellanarbeitern. Am Ende des Zweiten Weltkrieges wurde er Luftwaffenhelfer und kam in englische Gefangenschaft. 1947 machte er sein Abitur in Saalfeld und studierte anschließend an der Universität Jena Germanistik, Geschichte und Kunstgeschichte. 1952 wurde er wissenschaftlicher Mitarbeiter am Lindenau-Museum in Altenburg. Nach einer Weiterbildung in Leipzig wurde er im Oktober 1961 Direktor des Thüringer Museums in Eisenach und blieb dies bis zu seinem Ruhestand 1988. Ab Anfang 1962 war er auch für die Bau- und Kunstdenkmalpflege in Stadt und Kreis Eisenach zuständig.
Seine Interessen und Publikationen waren breit gestreut, von seiner Museumsarbeit bedingt, von der mittelalterlichen Plastik, die Thüringer Porzellankunst, die zeitgenössische Kunst bis zu den Kunstdenkmälern von Eisenach.

## Veröffentlichungen (Auswahl)
- mit Hanns-Conon von der Gabelentz: Das Staatliche Lindenau-Museum. Seine Geschichte und seine Sammlungen. Altenburg 1961.
- Elisabeth Voigt. Bildnis einer Künstlerin. Union Verlag, Berlin 1962.
- Mittelalterliche Schnitzplastik aus Thüringen. Evangelische Verlags-Anstalt, Berlin 1965
- Das Thüringer Museum in Eisenach – Seine Geschichte und seine Sammlungen. Eisenach 1979.
- Alfred Ahner. Reihe Maler und Werk. Verlag der Kunst, Dresden, 1979
- Thüringer Porzellan. Unter besonderer Berücksichtigung der Erzeugnisse des 18. und frühen 19. Jahrhunderts. Seemann, Leipzig 1980.
- Bau- und Kunstdenkmale in Stadt und Kreis Eisenach. Kreiskommission zur Erforschung der Geschichte der örtlichen Arbeiterbewegung beim Sekretariat der Kreisleitung der SED / Pädagogisches Kreiskabinett Eisenach
  - Teil 1 Kreisgebiet. 1980
  - Teil 2 Stadt Eisenach. 1981
- Sakrale Schnitzplastik. Mittelalterliche Bildwerke aus Thüringen. Prisma-Verlag Zenner und Gürchott, Leipzig 1985.
- Ortelt. Reihe Maler und Werk. Verlag der Kunst, Dresden 1986, ISBN 3-364-00010-7.
- Alfred Ahner. Persönlichkeit und Werk. Verlag der Kunst, Dresden 1990, ISBN 3-364-00196-0.